# Seznam čeških smučarskih tekačev
Seznam čeških smučarskih tekačev.

## A
- Jakub Antoš
- Dušan Augustiňák

## B
- Jan Bartoň
- Tereza Beranová
- Michal Bartůněk
- Lukáš Bauer
- Adéla Boudíková

## D
- Marketa Davidova (biatlonka)
- František Donth

## E
- Josef Erleback
- Antonín Ettrich

## F
- Adam Fellner

## G
- Jakub Gräf
- Karolína Grohová

## H
- František Häckel
- Eliška Hájková
- Ludmila Horká
- Ondřej Horyna
- Petra Hynčicová

## J
- Martin Jakš
- Kateřina Janatová
- Ivana Janečková

## K
- Šárka Klaclová
- Petr Knop
- Jacob Kordutch
- Václav Korunka
- Martin Koukal
- Gabriela Koukalová
- Dušan Kožíšek
- Hynek Kura

## L
- Martin Lopota

## M
- Jiří Magál
- Daniel Máka
- Klára Moravcová

## N
- Otakar Německý
- Kateřina Neumannová
- Michal Novák
- Petra Nováková
- Radim Nyč

## P
- Jan Pechoušek
- Martin Petrásek

## R
- Jakub Rádl
- Kamila Rajdlová
- Aleš Razým
- Kateřina Razýmová
- Miroslav Rypl

## S
- Sandra Schützová
- Eva Skalníková
- Kateřina Smutná

## Š
- Luděk Šeller
- Milan Šperl
- Jan Šrail
- Ladislav Švanda

## V
- Eva Vrabcová-Nývltová